# S/2003 J 2
S/2003 J 2 — нерегулярний супутник Юпітера.

## Відкриття
Відкритий у 2003 року  Скотом С. Шепардом  (англ. Scott S. Shepard), Девідом Джьюіт (англ. David C. Jewitt) та групою науковців з Гавайського університету.

## Орбіта
Супутник проходить повний оберт навколо Юпітера на відстані приблизно  28 493 817  км.  Сидеричний період обертання становить 982,0 земних діб.  Орбіта має ексцентриситет ~0,38.

## Фізичні характеристики
Супутник має приблизно 2 кілометри в діаметрі, альбедо 0,04. Оціночна густина 2,6 г/см³.